# Jorge López Astorga
Jorge Luis López Astorga (Llay-Llay, provincia de San Felipe de Aconcagua; 30 de octubre de 1991) es un actor, cantante, bailarín y modelo chileno, conocido principalmente por su papel de Ramiro Ponce en la serie juvenil de Disney Channel Latinoamérica, Soy Luna y como Valerio Montesinos en la serie española de Netflix, Élite.

## Biografía
Nació en San Felipe y creció  en Llay-Llay, Provincia de San Felipe de Aconcagua, desde pequeño resaltó su veta artística con el baile, pero pronto se percató que lo suyo era la actuación. A los 16 años y, contra lo que pensaban y querían sus padres ya que tenía buen rendimiento académico, dejó su hogar para irse a Santiago a cumplir su sueño: ser actor.
Estudió interpretación en la Academia de Actuación Fernando González Mardones y en la Universidad UNIACC.

## Trayectoria
Su debut fue en la gran pantalla con la película Violeta se fue a los cielos de 2011, seguida de la serie televisiva juvenil Decibel 110, emitida entre 2011 y 2012 por el canal Mega. Posteriormente participó en la sexta temporada de la serie Los 80 y en la telenovela Mamá mechona.
También participó en adaptaciones musicales como El mago de Oz, Peter Pan y Chicago.
En verano de 2014 ganó un concurso realizado por la cadena de gimnasios Hard Candy Fitness, cuyo premio era participar en una exclusiva clase impartida por Madonna (cofundadora de dicha cadena de gimnasios) en la inauguración de un nuevo gimnasio en Toronto.
Después de varias audiciones, en 2015 fue seleccionado para integrarse en el elenco de la serie de Disney Channel Soy Luna, donde interpreta el personaje llamado Ramiro Ponce.
En 2018 grabó la serie Wake Up que fue emitida por Playz (plataforma de contenidos digitales de RTVE) en otoño de 2018. En 2019 se incorpora al reparto de la serie original de Netflix, Élite, en la que da vida a Valerio.
En 2025 fue jurado de la competencia internacional y folclórica del LXIV Festival Internacional de la Canción de Viña del Mar.  

## Filmografía

### Cine
| Año  | Título                    | Título                      | Papel               | Notas                 |
| ---- | ------------------------- | --------------------------- | ------------------- | --------------------- |
| 2011 | Bandera de Chile          | Violeta se fue a los cielos | Ángel Parra (joven) | Debut cinematográfico |
| 2023 | Bandera de Estados Unidos | The Other Zoey              | Diego               |                       |
| 2023 | Bandera de Chile          | Sayen: La ruta seca         | Gasper              |                       |

### Televisión
| Año       | Título                                        | Título                    | Papel                            | Notas                                           |
| --------- | --------------------------------------------- | ------------------------- | -------------------------------- | ----------------------------------------------- |
| 2011-2012 | Bandera de Chile                              | Decibel 110               | Jorge Ríos                       | 8 episodios                                     |
| 2014      | Bandera de Chile                              | Mamá mechona              | Presidente CEPSI                 | 11 episodios                                    |
| 2014      | Bandera de Chile                              | Sudamerican Rockers       | Estudiante de música             | 2 episodios                                     |
| 2014      | Bandera de Chile                              | Los 80                    | Gustavo Morales                  | 3 episodios                                     |
| 2016-2018 | Bandera de Argentina                          | Soy Luna                  | Ramiro Ponce                     | Elenco principal (temporada 1-3); 215 episodios |
| 2018      | Bandera de España                             | Wake Up                   | Iris                             | Protagonista; 6 episodios                       |
| 2019-2020 | Bandera de España                             | Élite                     | Valerio Montesinos Rojas         | Elenco principal (temporada 2-3); 16 episodios  |
| 2022      | Bandera de Brasil                             | Temporada de Verão        | Diego                            | Elenco principal; 8 episodios                   |
| 2022      | Bandera de España · Bandera de Estados Unidos | Now and Then              | Alejandro Vilas                  | Elenco secundario, 8 episodios                  |
| 2023-2024 | Bandera de España · Bandera de Portugal       | Operación Marea Negra     | Fernando «Nando» Barreira Valdés | Protagonista (temporada 2-3); 10 episodios      |
| 2023      | Bandera de México                             | Mala fortuna              | Michi Montefusco                 | Protagonista; 8 episodios                       |
| 2024      | Bandera de España                             | Serrines, madera de actor |                                  | Episodio: "Show must go home"                   |
| 2024      | Bandera de Argentina y España                 | Bellas artes              | Selk'nam                         | Episodio: "Conciencia ecológica"                |
| 2025      | Bandera de Argentina · Bandera de México      | Quebranto                 | Javier Lara Castillo             | Elenco principal; 6 episodios                   |

## Teatro
- El mago de Oz
- Peter Pan
- Chicago

## Giras musicales
- Soy Luna en concierto (2017) - Gira latinoamericana
- Soy Luna Live (2018) - Gira europea
- Soy Luna en vivo (2018) - Gira latinoamericana

## Premios
| Lista de premiados y nominados | Lista de premiados y nominados | Lista de premiados y nominados | Lista de premiados y nominados | Lista de premiados y nominados | Lista de premiados y nominados | Lista de premiados y nominados |
| Año                            | Organización                   | Categoría                      | Trabajo                        | Resultado                      | Ref(s)                         |                                |
| ------------------------------ | ------------------------------ | ------------------------------ | ------------------------------ | ------------------------------ | ------------------------------ | ------------------------------ |
| 2017                           | Fans Awards                    | Listo lo dije                  | Jorge López                    | Nominado                       | [ 16 ]                         |                                |
| 2019                           | GQ México                      | Actor internacional            | Jorge López                    | Ganador                        | [ 17 ]                         |                                |